# A.C.A.B.
A.C.A.B. je akronim za rečenicu na engleskom All cops are bastards ili All coppers are bastards (hrv. "Svi policajci su gadovi"). Uvredljivi izraz čest je motiv u grafiterskoj supkulturi, tetovažama i predstavlja huliganski potpis uperen protiv policije širom Europe. Raširen među nogometnoj navijačkoj supkulturi. 
Razvijen kao posljedica iz agresivnosti navijačkih skupina, osobito huligana, i kriminalu sklonih pripadnika tih skupina, ali i kao posljedica pretjerane i bezrazložne uporabe policijske sile. Zbog represivnih mjera navijačke su skupine bile na udaru policije. Oi! punk i navijački otpor od policijske represije, ponajviše u Velikoj Britaniji, prenijeli su atmosferu velike krize, nereda s nogometnih stadiona i zadimljenih underground klubova engleskih gradova u glazbu. Najviše su to bendovi The 4Skins i UK Subs. Upotreba se raširila 1980-ih. Kod hrvatskih navijača to se posebno raširilo jer su navijači hrvatskih klubova uvijek bili trn u oku tadašnje milicije zbog promicanja hrvatstva.
Akronim se koristio za nazive filmova. Sidney Hayers snimio je 1972. kriminalističku dramu All Coppers Are.... Stefano Sollima snimio je dramu ACAB – All Cops Are Bastards.
The 4Skins su 1982. nazvali svoju pjesmu A.C.A.B., a na koncertima su pjevali All cops are butchers. 
Širenje oznake po medijima i nošenje takvih oznaka kažnjivo je djelo.